# Afonso I (książę Bragança)
Afonso I z Braganza (Afonso I de Bragança, wymowa portugalska: [ɐˈfõsu]; ur. 1377, zm. 1461) – pierwszy książę Bragança i ósmy hrabia Barcelos.

## Życiorys

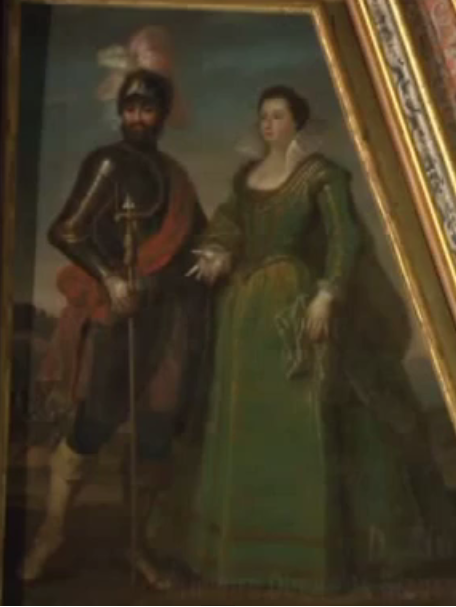
Alfons I z żoną – Beatriz Pereira de Alvim

Afonso był nieślubnym synem Jana I Dobrego, króla Portugalii oraz Inês Pires. Najprawdopodobniej urodził się na zamku w Veiros w Alentejo, w południowej Portugalii. Dorastał w Leiria.
Uczestniczył w portugalskiej wojnie przeciwko Kastylii. 25 lipca 1398 został przez króla mianowany rycerzem.
W 1401 roku Jan I Dobry uczynił Afonso hrabią Barcelos.
8 listopada 1401 poślubił doña Beatriz Pereira de Alvim, córkę Noniusza Álvares Pereira. Z Beatriz miał trójkę dzieci: Afonso (1402–1460), Fernando (1403–1478) oraz Isabel (1404–1465).
Ze względu na małżeństwo otrzymał ziemię i włości, które w 1442 stały się początkiem Dynastii Braganza.
W 1420 poślubił Constanza de Noroña, córkę Alfonso Enríquez, hrabiego Gijón i Noreña (syna Henryka II Trastamara).
W 1442 otrzymał od Piotra I, ówczesnego regenta, tytuł księcia Bragança.
Był członkiem królewskiej Tajnej Rady.
Zmarł w 1461 roku.